# Paul Beghin
Pour les articles homonymes, voir Beghin.
Paul Beghin, né le 28 juin 1929 à Luxembourg-Ville (Luxembourg) et mort le 1er juillet 2004 à Luxembourg-Ville (Luxembourg), est un avocat, juriste et homme politique luxembourgeois, membre du Parti démocratique (DP). Il est président du Conseil d'État du 19 mai 1994 au 31 décembre 1999

## Décoration
- Grand officier de l'ordre de la Couronne de chêne[1] (promotion 1996)